# Andrena cressonii
Andrena cressonii är en biart som beskrevs av Robertson 1891. Andrena cressonii ingår i släktet sandbin, och familjen grävbin.

## Underarter
Arten delas in i följande underarter:
- A. c. cressonii
- A. c. infasciata
- A. c. kansensis